# Traktat brzeski (9 lutego 1918)

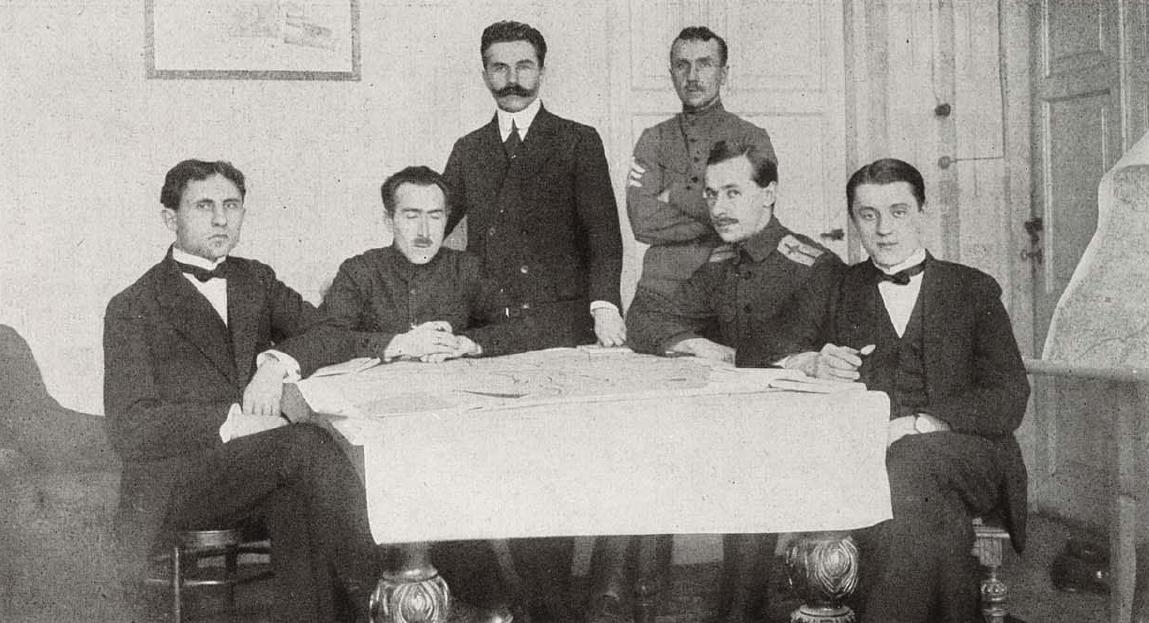
Delegacja Ukraińskiej Republiki Ludowej na rokowania w Brześciu. Od lewej: Mykoła Lubynski, Wsewołod Hołubowycz, Mykoła Łewycki, płk Hryhorij Łysenko, M. Połoz, Ołeksandr Sewriuk.

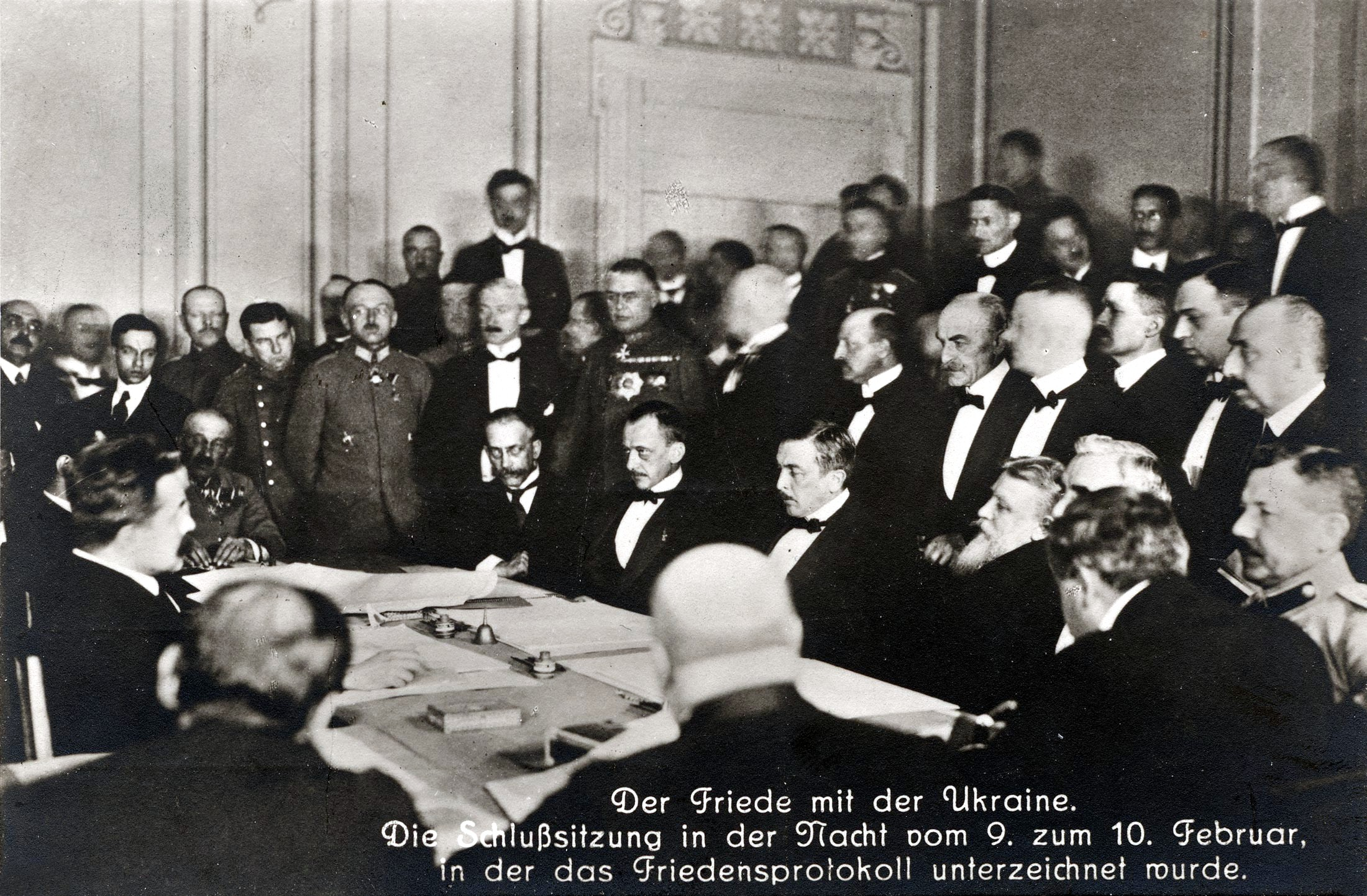
Podpisanie traktatu między Państwami Centralnymi a Ukraińską Republiką Ludową, Brześć 9/10 lutego 1918. Przy stole widoczni od lewej Ottokar Czernin, Richard von Kühlmann i Wasił Radosławow.

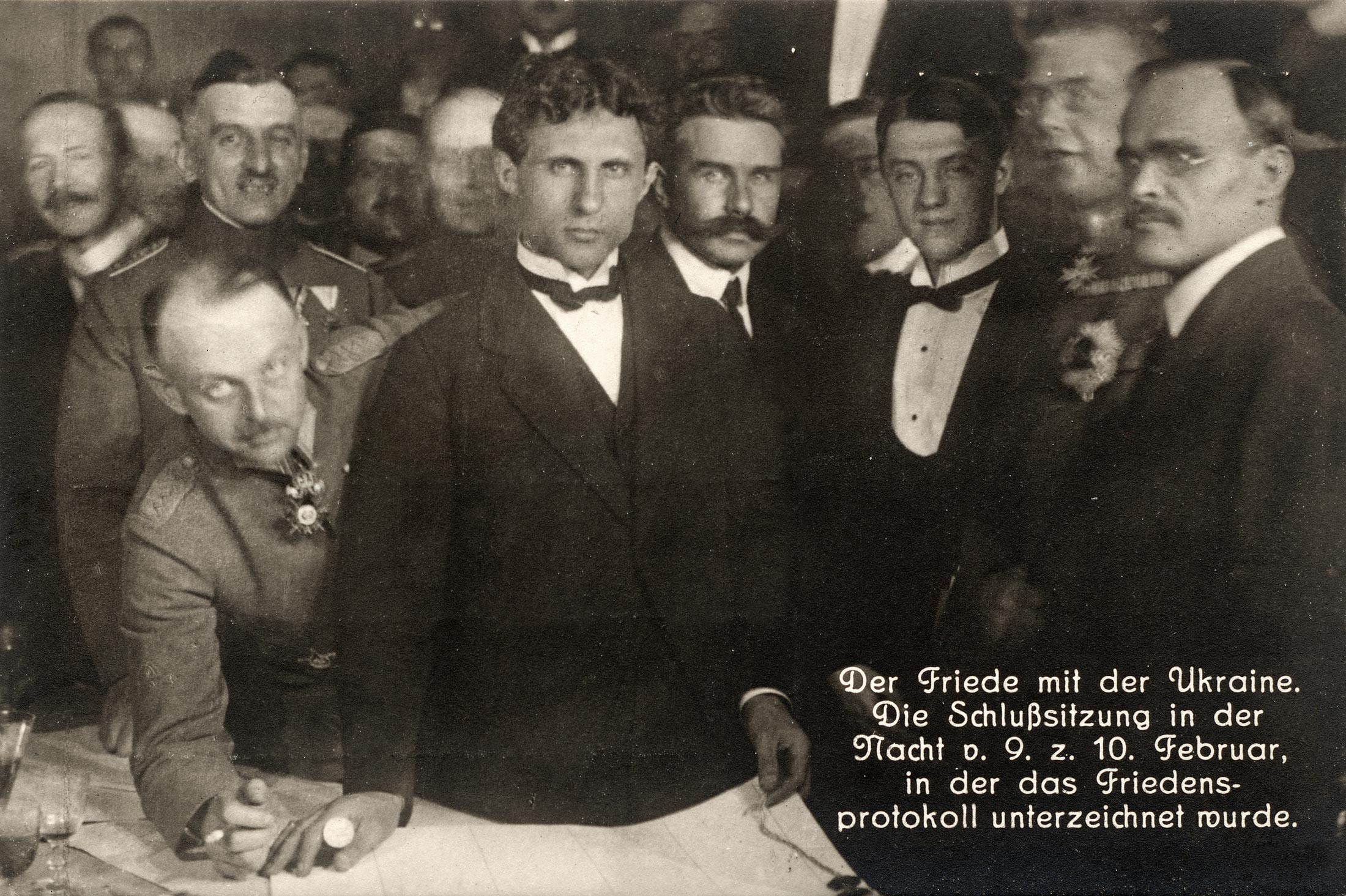
Podpisanie traktatu nocą z 9/10 lutego 1918. Od lewej: gen. Brinkmann, Mykoła Lubynski, Mykoła Łewycki, Ołeksandr Sewriuk, gen. Max Hoffmann i Serhij Ostapenko.

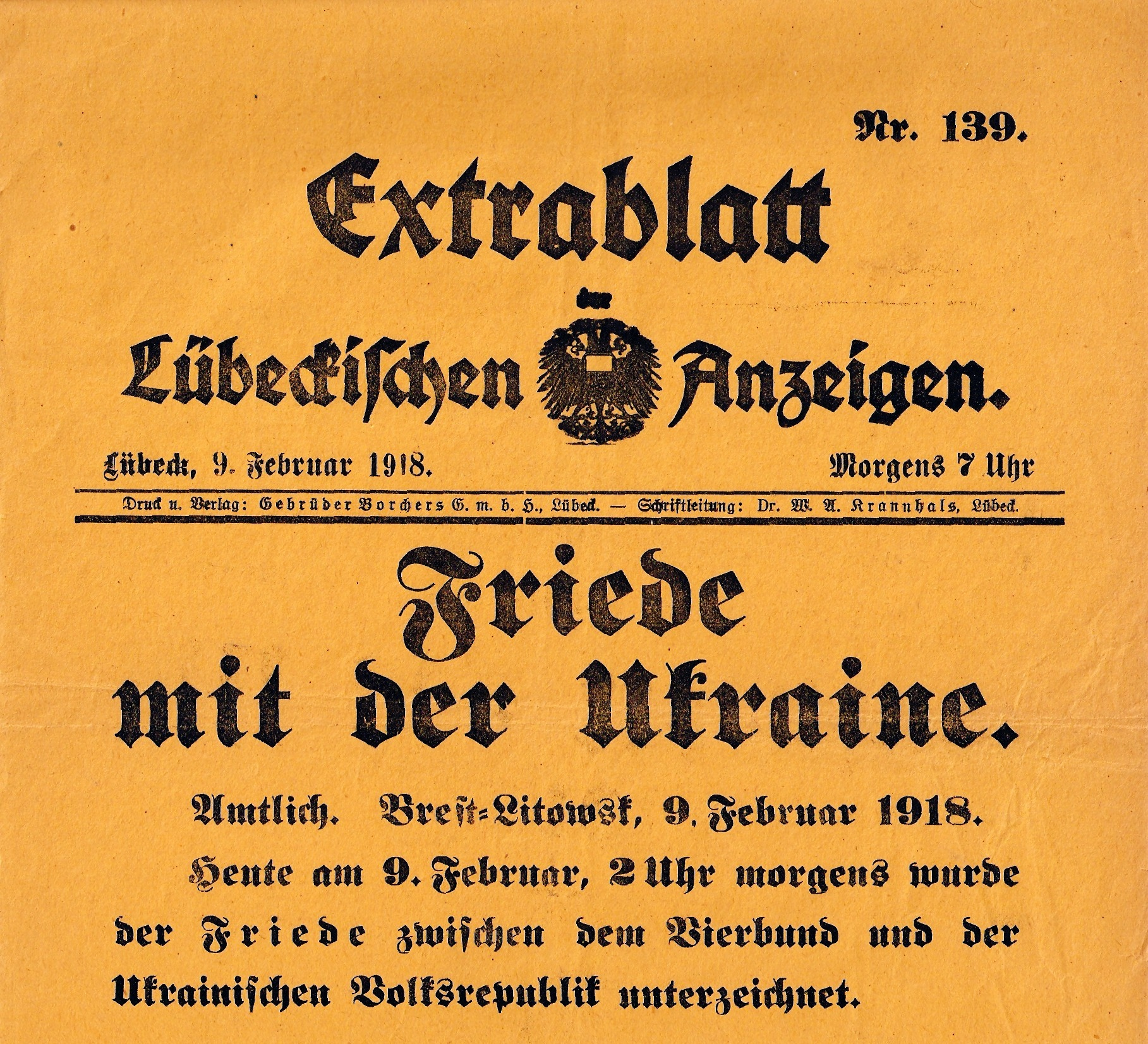
Wydanie nadzwyczajne Lübeckische Anzeigen z 9.02.1918 informujące o zawarciu pokoju z Ukrainą

Traktat brzeski – traktat pokojowy podpisany w Brześciu 9 lutego 1918 między Cesarstwem Niemieckim, Austro-Węgrami i ich sojusznikami – Carstwem Bułgarii i Imperium Osmańskim, a Ukraińską Republiką Ludową.
Inicjatywa zawarcia tego odrębnego traktatu wyszła ze strony Niemiec, które widziały w poparciu niezależnej Ukrainy korzyści dla własnych interesów: zarówno ekonomicznych (możliwość importu zboża i innych surowców z Ukrainy do Rzeszy), jak i politycznych (kontrolowanie przez Niemców „samostijnej” Ukrainy, która stanowiłaby przeciwwagę dla Rosji i przyszłego państwa polskiego).
Delegacji URL (Ukraińskiej Centralnej Rady), która do Brześcia przybyła 1 stycznia 1918 przewodniczył Wsewołod Hołubowycz; 20 stycznia 1918 delegacja powróciła do Kijowa. Po proklamowaniu 22 stycznia pełnej niepodległości Ukraińskiej Republiki Ludowej, do Brześcia wyjechała delegacja w nowym składzie, pod przewodnictwem Ołeksandra Sewriuka. On też był obok trzech innych delegatów (Mykoła Lubynski, Mykoła Łewycki i Serhij Ostapenko) sygnatariuszem traktatu ze strony URL. Delegacji austro-węgierskiej przewodniczył minister spraw zagranicznych hr. Ottokar Czernin, niemieckiej sekretarz stanu do spraw zagranicznych (szef Auswärtiges Amt), Richard von Kühlmann. Ważną rolę w delegacji niemieckiej odgrywał ekspert od spraw wschodnich gen. Max Hoffmann.
Na podstawie traktatu Niemcy i Austro-Węgry odstępowały proklamowanej 22 stycznia 1918 r. Ukraińskiej Republice Ludowej Chełmszczyznę z miastem Chełmem i część Podlasia, a w tajnej klauzuli tego dokumentu Austro-Węgry zobowiązywały się do wyodrębnienia Galicji Wschodniej wraz ze Lwowem i Przemyślem jako osobnego (autonomicznego) kraju koronnego monarchii. Poza tym traktat zawierał obietnicę pomocy militarnej dla Ukraińskiej Republiki Ludowej w zamian za milion ton zboża, które Ukraińcy zobowiązywali się dostarczyć Niemcom i Austro-Węgrom do końca czerwca 1918 roku.
Traktat ten oznaczał uznanie państwa ukraińskiego przez państwa centralne, wywołał on wzburzenie wśród polskiej opinii publicznej, gdyż odstępował on URL ziemie, do których (ze względów historycznych i etnicznych) pretensje rościli sobie Polacy, jednak delegacja Królestwa Polskiego do rokowań nie została dopuszczona. Spowodowało to w konsekwencji podanie się do dymisji Jana Kucharzewskiego wraz z rządem. Rada Regencyjna również rozważała ustąpienie, ale ograniczyła się do oświadczenia, że pokój brzeski jako akt przemocy odejmuje właściwe znaczenie aktom monarszym i Rada sprawuje odtąd swą władzę z woli narodu. Ostre protesty wniosły Koła Polskie w parlamentach Cesarstwa Niemieckiego i Austro-Węgier. Ukraińscy przywódcy rozpoczęli starania o jak najszybszą ratyfikację traktatu.
Określona w powyższym traktacie granica miała biec na północ od istniejącej granicy pomiędzy Austro-Węgrami a Ukrainą, zaczynając od Tarnogrodu, według linii: Biłgoraj, Szczebrzeszyn, Krasnystaw, Puchaczów, Radzyń, Międzyrzec, Sarnaki i Mielnik. Zgodnie z protokołem z 4 marca 1918 r., dotyczącym wykonania powyższych postanowień, granica mogła zostać wytyczona na wschód od powyższej linii, biorąc pod uwagę stosunki etniczne i życzenia ludności, przy udziale przedstawicieli Polski. Traktat ten nie został ratyfikowany przez Niemcy i Austro-Węgry, a tereny na wschód od linii wyznaczonej w traktacie z Ukrainą nie zostały faktycznie przekazane temu państwu.
Powyższa cesja stanowiła przekroczenie uprawnień władz okupacyjnych określonych w konwencji haskiej IV. Nie został również dopełniony warunek ustalenia losu tego obszaru w porozumieniu z jego ludnością, co było wymagane postanowieniami art. 3 traktatu pokojowego pomiędzy państwami centralnymi a Rosją, zawartego 3 marca 1918 r. w Brześciu Litewskim.
27 marca 1918 roku odbył się zjazd duchowieństwa greckokatolickiego na którym wyrażono radość z faktu powstania ukraińskiego państwa nad Dnieprem i z przyłączenia do niego – jak pisano – prastarych ukraińskich ziem Chełmszczyzny. Zagorzałym obrońcą postanowień traktatu brzeskiego był także metropolita greckokatolicki Andrzej Szeptycki.
Zamiar przekazania Ukraińskiej Republice Ludowej ziemi chełmskiej wobec masowych protestów polskich (manifestacje, rezygnacje urzędników ze stanowisk – strajk urzędniczy, zwracanie orderów austro-węgierskich) został w konsekwencji przez Państwa Centralne poniechany. Po gwałtownych protestach Polaków w Austro-Węgrzech (dymisje wysokich urzędników, zwracanie orderów, demonstracje uliczne w Galicji) klauzula o wyodrębnieniu Galicji Wschodniej również nigdy nie weszła w życie, a rząd austriacki zażądał i uzyskał od rządu URL zwrot dokumentu zawierającego powyższe zobowiązanie. Już 3 marca 1918 Naczelna Komenda Armii Austro-Węgierskiej wydała dyrektywę Generał-Gubernatorstwu w Lublinie stwierdzającą, że obszar Chełmszczyzny należy w dalszym ciągu uważać za część Królestwa Polskiego, albowiem los tych terenów nie został jeszcze przesądzony, co wskazywało na faktyczne zaniechanie przekazania Ukrainie tych terenów.
Opisane wyżej masowe protesty Polaków w tych dniach przedstawił w pierwszym tomie swych pamiętników Wincenty Witos:

Dzień 18 lutego 1918 r. został wyznaczony jako termin ogólnego narodowego protestu. I rzeczywiście, w dniu tym stanęło zupełnie wszelkie życie na całym obszarze Galicji, a także częściowo – i Śląska Cieszyńskiego. Mimo że kraj pozostawał pod władzą wojskową, a koleje były zmilitaryzowane – stanęły one wszystkie, stanęła też praca w urzędach, fabrykach, zakładach. W wielu kościołach odbywały się nabożeństwa żałobne z odpowiednimi kazaniami, wygłaszanymi z bardzo dużą odwagą, przez młodszych szczególnie księży. W każdym mieście, miasteczku, wsi – odbywały się masowe wiece i demonstrancje.

W negocjacjach pokojowych w Brześciu uczestniczyła równolegle delegacja RFSRR, z którą Niemcy wynegocjowały osobny, bardziej znany traktat.